# Tatsuya Onodera
Tatsuya Onodera (født 4. august 1987) er en japansk fodboldspiller, som spiller for den japanske fodboldklub Giravanz Kitakyushu.